# Wilhelm Busch (Historiker)

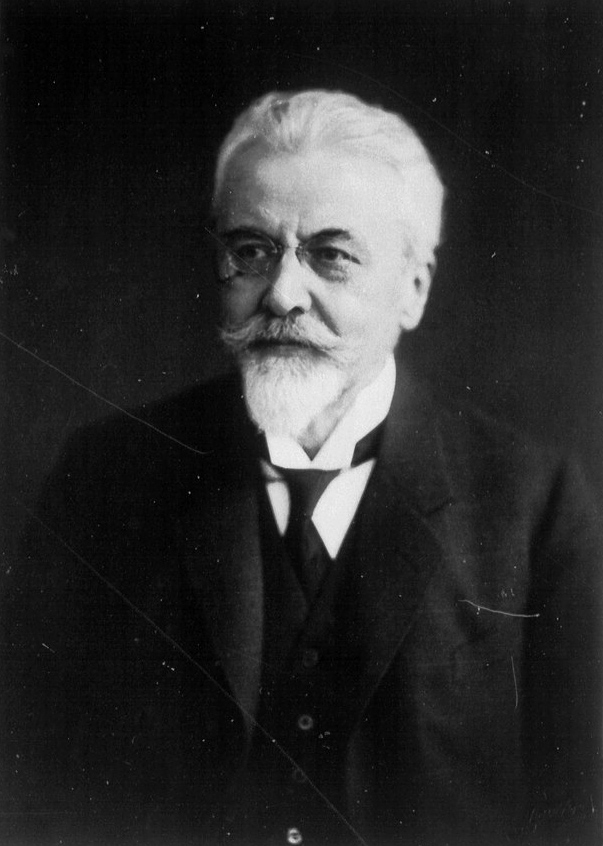
Wilhelm Busch 1927

Karl Eilhard Wilhelm Busch (* 18. Februar 1861 in Bonn; † 23. September 1929 in Marburg) war ein deutscher Historiker.

## Leben und Wirken
Wilhelm Busch, Sohn des Bonner Professors der Chirurgie Wilhelm Busch (1826–1881), besuchte das Gymnasium in Bonn und die Nikolai-Schule in Leipzig, studierte Geschichte, Germanistik und Geographie an der Universität Bonn, wo er 1884 promoviert wurde, und habilitierte sich 1886 an der Universität Leipzig. Er war Schüler von Wilhelm Maurenbrecher. 1890 wurde er in Leipzig zum außerordentlichen Professor ernannt, dann 1893 als ordentlicher Professor für Geschichte an die Technische Hochschule Dresden berufen und 1894 als Nachfolger von Erich Marcks als ordentlicher Professor für Geschichte an die Universität Freiburg. Im Herbst 1896 ging er als ordentlicher Professor für Geschichte nach an die Universität Tübingen und schließlich im Frühjahr 1910 als ordentlicher Professor für Mittlere und Neuere Geschichte an die Universität Marburg. 1915 wurde er in Hessen zum Geheimen Regierungsrat ernannt. In den Jahren 1919/1920 sowie 1926/1927 war er Rektor der Philipps-Universität Marburg.
Er beschäftigte sich mit der Geschichte der Tudors in England, Deutschlands im 19. Jahrhundert und insbesondere mit Bismarck.

## Ehrungen
Busch wurde 1918 zum Ehrenbürger von Marburg ernannt.
Er war Ehrenmitglied des Vereins Deutscher Studenten Marburg und seit 1920 der Wissenschaftlichen Verbindung Hercynia Marburg.

## Schriften (Auswahl)
- Drei Jahre englischer Vermittlungspolitik. 1518–21. Bonn 1884 (Dissertation).
- Cardinal Wolsey und die kaiserlich-englische Allianz 1522–1525. Bonn 1886 (Habilitationsschrift).
- England unter den Tudors. Stuttgart 1892.
- Die Berliner Märztage von 1848. Die Ereignisse und ihre Überlieferung. München/Leipzig 1899.
- Die Beziehungen Frankreichs zu Österreich und Italien zwischen den Kriegen von 1866 und 1870/71. Tübingen 1900.
- Das Deutsche Große Hauptquartier und die Bekämpfung von Paris im Feldzuge 1870–71. Stuttgart 1905.
- Die Kämpfe um Reichsverfassung und Kaisertum 1870–71. Tübingen 1906.